# Het raadsel (Grimm)

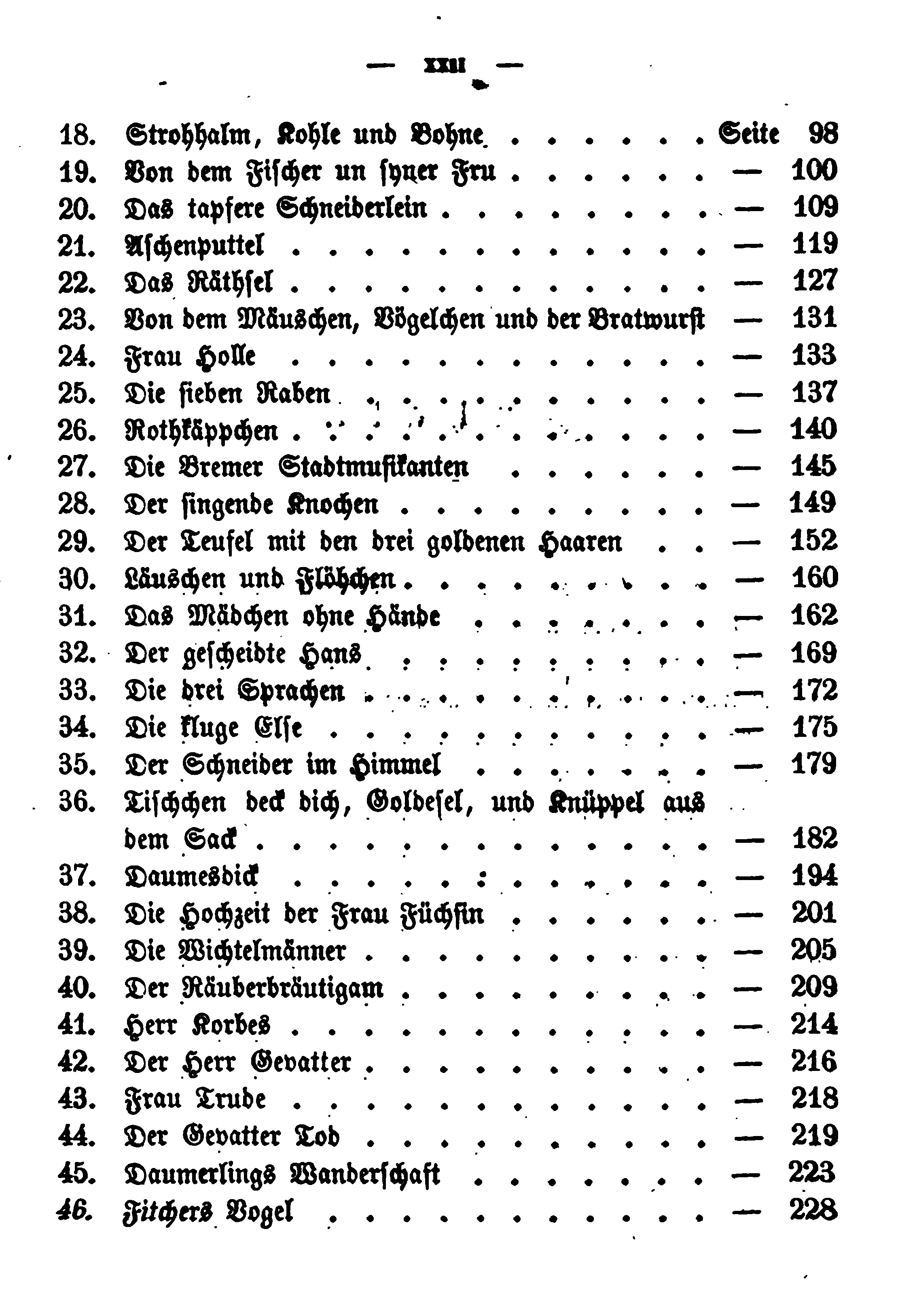
Inhoudsopgave uit 1857

Het raadsel is een sprookje uit Kinder- und Hausmärchen, de verzameling van de gebroeders Grimm, met als nummer KHM22. De oorspronkelijke naam is Das Rätsel.

## Het verhaal
Een koningszoon besluit de wereld te verkennen en neemt één dienaar mee. In een bos ziet hij een meisje naar een huisje lopen en hij vraagt of hij en zijn dienaar die nacht kunnen blijven slapen. Het mag wel van het meisje, maar ze raadt het de koningszoon af. Ze vertelt dat haar stiefmoeder aan zwarte kunst doet en niet gesteld is op vreemdelingen. De koningszoon beseft dat hij bij het huis van een heks is gekomen, maar omdat het al donker is gaat hij toch het huisje binnen.
Een oude vrouw in een leunstoel begroet hem. Het meisje heeft gewaarschuwd niks te eten of te drinken, omdat de vrouw gevaarlijke drankjes brouwen kan. De volgende ochtend maken de koningszoon en de dienaar zich klaar om te vertrekken, maar de oude vrouw zegt nog een afscheidsdrankje voor hen te hebben. De koningszoon rijdt weg, maar de dienaar gespt zijn zadel nog vast als de heks met het drankje terugkomt. Het glas spat stuk en druppels van de vloeistof komen op het paard, dat meteen dood neer valt.
De dienaar rent achter zijn heer aan en vertelt wat er is gebeurd. Als ze bij het paard terugkomen, zit een raaf van het dier te eten. Omdat ze niet weten of ze te eten krijgen, doodt de dienaar de raaf en neemt deze mee. 's Nachts vinden ze een herberg en de waard maakt de raaf klaar voor het avondeten. Maar de herberg is een moordenaarshol en er komen al snel twaalf moordenaars die vreemdelingen doden en beroven. Ook de heks eet mee, maar het hele gezelschap valt dood neer na het eten van het ravenvlees.
Alleen de dochter van de waard is nog in leven, zij is een goed meisje. Ze laat de twee vreemdelingen de schatten van de rovers zien, maar de koningszoon en zijn dienaar willen niks van de rijkdommen. De twee trekken verder en komen in een stad waar een mooie koningsdochter woont. Als iemand haar een raadsel kan vertellen dat ze niet kan oplossen, zal ze met die persoon trouwen. Als ze het wel kan oplossen binnen drie dagen, zal de raadselverteller worden onthoofd. Als tiende kandidaat probeert de koningszoon een raadsel: "Iemand doodde niemand en toch doodde hij er twaalf, ra ra ra wat is dat?"
De koningsdochter weet geen antwoord en ze laat haar dienstmaagd afluisteren in de slaapkamer van de koningszoon. De dienaar heeft zich echter in het bed van de koningszoon verstopt en hij rukt de mantel van de dienstmaagd af, waarna ze de slaapkamer weer uitvlucht. De tweede avond stuurt de koningsdochter haar kamenier, maar ook haar mantel wordt afgerukt door de dienaar van de koningszoon. De derde nacht denkt de koningszoon veilig te zijn en de koningsdochter komt zelf zijn slaapkamer in met een nevelgrijze mantel om.
De koningsdochter denkt dat de koningszoon slaapt en vraagt het antwoord van het raadsel. Hij vertelt de oplossing, maar houdt de mantel vast zodat die in de slaapkamer achterblijft. De volgende ochtend komen twaalf rechters en de koningsdochter vertelt de oplossing van het raadsel. De koningszoon zegt echter dat hij moet zijn afgeluisterd en hij laat dan de nevelgrijze mantel zien. De rechters beslissen dat de grijze mantel vol met goud en zilver moet worden geborduurd, het wordt namelijk de bruiloftsmantel van de koningsdochter.

## Achtergronden bij het verhaal
- Het sprookje komt uit Zwehrn in Nederhessen.
- Het bos staat vaak voor "het leven".
- Een opgegeven raadsel was vroeger meer dan amusement, denk ook bijvoorbeeld aan het Bijbelverhaal over Simson en de Odinsvraag. Het raadsel speelt een grote rol in Vafþrúðnismál (het lied van Vafthrudnir uit de Edda). Het speelt ook in andere sprookjes een rol, zoals in Repelsteeltje (KHM55), De verstandige boerendochter (KHM94), Dokter Alwetend (KHM98), De volleerde jager (KHM111), Het snuggere snijdertje (KHM114), De duivel en zijn grootmoeder (KHM125), De zes dienaren (KHM134), Het herdersjongetje (KHM152) en Raadselsprookje (KHM160).
- Een raaf die een dood paard eet komt ook voor in het vervallen sprookje KHM16a (Herr Fix und Fertig).
- Zie ook Het raadsel, een volksverhaal uit Suriname.